# Sierkaure
Sierkaure är en sjö i Jokkmokks kommun i Lappland och ingår i Råneälvens huvudavrinningsområde.
Namnet är samiskt och kan antingen betyda antingen Mörtsjön eller Videsjön.